# La Fille adoptive
Pour plus de détails, voir Fiche technique et Distribution.
La Fille adoptive (Romance of the Limberlost) est un drame romantique américain en noir et blanc réalisé par William Nigh, sorti en 1938. Il s'agit de la troisième adaptation au cinéma du roman de Gene Stratton-Porter, Girl of the Limberlost (1909). 

## Synopsis
Au fond des marécages de l'Indiana, la jolie Laurie est esclave de sa tante sans cœur. Intelligente et optimiste, la jeune fille tombe amoureuse de l'avocat en herbe Wayne, mais sa tante met fin à l'idylle au moyen d'un chantage afin de lui faire épouser Corson, l'homme le plus riche du comté mais aussi le plus rustre. Juste avant la cérémonie, Corson est abattu, et un ami innocent de la jeune fille, Chris, est arrêté pour le meurtre. Wayne va tenter de sauver Chris de la potence...

## Fiche technique
- Titre français : La Fille adoptive
- Titre original : Romance of the Limberlost
- Réalisation : William Nigh
- Scénario : Marion Orth (scénario), d'après le roman de Gene Stratton-Porter Girl of the Limberlost (1909)
- Producteur : Scott R. Dunlap
- Photographie : Gilbert Warrenton
- Montage : Russell F. Schoengarth
- Société de production : Monogram Pictures
- Société de distribution : Monogram Pictures
- Pays de production :  États-Unis
- Format : Noir et blanc - 1,37:1 - son : Mono
- Genre : Drame romantique
- Durée : 75 min
- Dates de sortie :  
  - États-Unis :16 juin 1938
  - France : 20 octobre 1939

## Distribution
- Jean Parker : Laurie
- Eric Linden : Wayne
- Marjorie Main : Nora
- Edward Pawley : Corson
- Betty Blythe : Mrs. Parker
- Sarah Padden : Sarah
- George Cleveland : Nathan
- Hollis Jewell : Chris
- Guy Usher : Judge
- Jean O'Neill : Ruth
- Budd Buster : Fair Barker
- William Gould : Lawyer
- Harry Harvey : Jones
- Jack Kennedy : Abner

## Source
- La Fille adoptive sur EncycloCiné